# Поняга
Поня́га — устройство для переноса утвари, трофеев и припасов у охотников. Представляет собой прообраз каркасного рюкзака.

## История
Прообразы рюкзаков и различных разгрузочных систем имеются в истории многих народностей. На Руси такие приспособления получили имя «поняга». 
Слово поняга произошло от древних: паняжа, поножь, поноша. Иными словами, им обозначается груз, который несут на себе.

## Устройство
Изготавливается из изогнутых связанных между собой палок. Основная палка (ивовая, тальниковая или черёмуховая) изгибается дугой и скрепляется перемычкой с пазами (по типу буквы А). К нижним концам основной дуги крепится дуга поменьше — полочка. На основной дуге можно оставить сучки, на которые подвешиваются разные предметы. Основная поклажа крепится на полочку и привязывается к дугам бечевой или киперной лентой.
Иногда раму обтягивают листом берёсты и края заворачивают на раму, так что к спине прилегает внутренняя её сторона, более гладкая.
Полукольцо, выступающее сзади головы, служит ручкой, если нести понягу, согнувшись.
Многоразовый вариант изготавливается из доски с обшитыми мягкими лямками для плеч.
Поняга представляет тонкую доску (обычно из берёзы) размером приблизительно 60 × 20 см. На верхнем конце поняги вырезаются по сторонам два рожка, за один из которых задевается погон ружья, что не дает ружью соскальзывать с плеча охотника. Поняга надевается за плечи при помощи двух кожаных лямок, часто соединяющихся на груди перехватом. С обеих длинных сторон доски прикреплено 6—8 достаточно длинных тонких ремешков, которыми привязывается к поняге весь груз, предварительно завернутый в полотнище палатки или в мешок. Снизу груз подхватывается «проходным» ремнем, наглухо приделанным к нижнему краю доски, а сверху завязываемым за особое кольцо. «Вместимость» поняги поэтому определяется почти исключительно выносливостью человека. Доска поняги удобно лежит на спине, полностью предохраняя её от натирания какими-либо твердыми предметами, выступающими из ноши. Это делает понягу очень удобной для переноса, например, разрубленных частей туши крупного зверя — лося, оленя, косули и прочих животных. Абсолютно безопасно носить в поняге самый острый топор.
Неудобство поняги заключается в том, что в пути из неё трудно вынуть необходимую вещь, для этого приходится распаковывать весь груз.
Удобство поняги заключается в том, что груз лежит на спине плотно, не вихляется из стороны в сторону, а плечевые ремни не скатываются и остаются широкими и плоскими. Для того, чтобы ремни не расходились в стороны, на груди имеется соединяющий их ремешок с прорезью, которая надевается на деревянную пуговку.
Вполне оборудованная поняга имеет на левом плече защелку для ружейного погона, а сзади — ременное кольцо, куда продевается топорище необходимого в лесу топора.
Правильная поняга отличается от неправильной тем, что вес не давит лямками плечи, а переносится на пояс.